# Amigos
Amigos (Originaltitel: …E per tetto un cielo di stelle) ist ein komödiantischer Italowestern aus dem Jahr 1968. Der von Giulio Petroni inszenierte Film erlebte seine Deutschland-Premiere am 30. August 1968. Alternativtitel ist Amigos – Die (B)Engel lassen grüßen.

## Inhalt
Der umherziehende Billy trifft am Schauplatz eines Massakers ein und beginnt, die Toten zu begraben. Ein zweiter Glücksucher, Larry, wird sein Partner bei der traurigen Arbeit. Beide treffen sich in der nahe gelegenen Stadt, als Billy dem beim Kartenspiel verlierenden Larry hilft. Nach der folgenden Schlägerei eröffnet Larry seinem neuen Freund, dass er einen Sack voll Gold besitzt. Billy versucht ab nun, Larry um sein Geld zu betrügen; es beginnt ein Hin-und-Her. Es stellt sich heraus, dass die Familie Pratt auf der Suche nach Billy ist, um sich für die Erschießung zweier Söhne zu rächen. Billy und Larry verschanzen sich auf Larrys heruntergekommener Ranch und stellen die Pratts im Showdown.

## Kritiken
„Komödiantischer Western; keine gelungene Parodie des Genres, aber recht unterhaltsam.“

„Der Film ist trotz sauberer Inszenierung eine ziemliche Enttäuschung. Das liegt in erster Linie an einem sehr episodesken Drehbuch, das dem Film einen durchlaufenden Spannungsbogen konsequent verweigert.“

„Regisseur Petroni verzichtet auf die sonst üblichen Brutalitäten,karikiert gehabte Western-Klischees und zeigt mit ausgestreckten Zeigefinger auf diverse andere Unzulänglichkeiten des Genres. Ein Film, der Spaß macht.“

„Die Anfangsszene ist eine der besten des gesamten Genres. Das stumme Begraben der Postkutschenpassagiere wird von einem unvergesslichen, gepfiffenen Morricone-Stück begleitet. Leider wird der Film danach ziemlich ziellos.“

## Synchronisation
| Rolle            | Darsteller     | Synchronsprecher |
| ---------------- | -------------- | ---------------- |
| Tim/Billy        | Giuliano Gemma | Erik Schumann    |
| Dorothy McDonald | Magda Konopka  | Sylvia Frank     |
| Samuel Pratt     | Anthony Dawson | Mogens von Gadow |
| Roger Pratt      | Federico Boido | Erich Ebert      |